# Eduard Mühle
Eduard Mühle (ur. 1957 w Bad Rothenfelde) – niemiecki historyk. Studia ukończył w 1986 r., pracę doktorską obronił na westfalskim uniwersytecie Wilhelma w Münster w 1990 r. Dyrektor Instytutu Herdera w Marburgu w latach 1995–2002. Dyrektor Niemieckiego Instytutu Historycznego w Warszawie w latach 2008–2013.

## Książki
- Słowianie. Rzeczywistość i fikcja wspólnoty VI-XV wiek, tłum. Joanna Janicka, Warszawa: PWN, 2020.
- Historia Wrocławia, PWN 2016
- Die Piasten. Polen im Mittelalter, München 2011.
- Für Volk und Deutschen Osten. Der Historiker Hermann Aubin und die deutsche Ostforschung [Schriftenreihe des Bundesarchivs, Bd. 65], Düsseldorf 2005, s. 732.
- Die ‘Entsowjetisierung’ der russischen Hochschule. Historische Voraussetzungen, Anliegen und Verlauf der Hochschulreform in Rußland seit 1985. Mit einem Quellenanhang in Übersetzungen von Gunhild Kaschlun [Dokumente zur Hochschulreform, Bd. 103/1995], Bonn 1995, s. 326.
- Hochschulreform in Ungarn. Das Ungarische Hochschulgesetz vom 13. Juli 1993 [Dokumente zur Hochschulreform, Bd. 93/1994], Bonn 1994, s. 122.
- (wspólnie z Rudolfem Smolarczykiem) Hochschulen auf gemeinsamem Weg. Koopera-tionsbeziehungen deutscher Hochschulen mit Hochschulen und Wissenschaftseinrichtungen in Mittel-, Ost- und Südosteuropa, Bad Honnef 1993, s. 522.
- Die Neugründung der Russischen Akademie der Wissenschaften. Analyse und Dokumente [Dokumente zur Hochschulreform, Bd. 81/1993], Bonn 1993, s. 113.
- Öffnung und Reform. Ausgangspunkte und Perspektiven deutsch-chinesischer Hochschul-kooperation, Bonn 1993 [Dokumente zur Hochschulreform, Bd. 87/1993], s. 138.
- Die städtischen Handelszentren der nordwestlichen Rus’. Anfänge und frühe Entwicklung altrussischer Städte (bis gegen Ende des 12. Jahrhunderts) [Quellen und Studien zur Geschichte des östlichen Europa 32], Stuttgart 1991, s. 371.